# Menemerus patellaris
Menemerus patellaris là một loài nhện trong họ Salticidae.
Loài này thuộc chi Menemerus. Menemerus patellaris được Wanda Wesołowska & Antonius van Harten miêu tả năm 2007.